# 劉奕兒
劉奕兒（英語：Eugenie Liu，1990年11月12日—），本名劉思廷，出生於台灣台北市，台灣女演員，粉絲名為小年獸。 2014年出道前曾獲MOD微電影創作大賽最佳女主角。是已故資深藝人高鳴的孫女，直到高鳴過世，才意外曝光祖孫關係。

## 演藝經歷

### 出道前
劉奕兒是台灣新生代女演員，就讀在文化大學新聞系時因成績優異曾獲「王惕吾先生新聞獎學金」。因熱愛體育、棒球，在校園被封為「體育系女神」。一直對體育嚮往，原打算當體育記者，但為分擔家計，因此放棄夢想改當藝人。

### 出道後
- 畢業後因緣際會簽進「偶像劇教母」柴智屏經紀公司，並拍攝電影《排球甜心》，可惜電影難產和女一角色擦身而過。
- 2015年在網路劇《同樂會》擔任女主角演出[4]。飾演天真善良的傻大姊「喬」
- 2016年於中天/中視八點檔戲劇《美好年代》首次在電視劇中擔任女主角「溫小光」，是性格活潑的男人婆。接下來在台視偶像劇「浮士德的微笑」擔任女主角，扮演落難千金「雷芯語」。[5]
- 2017年7月第一部電影作品，由九把刀創作及導演的《報告老師！怪怪怪怪物！》。[6]

## 演出作品

### 電視劇
| 首播   | 頻道                  | 劇名              | 角色       | 性質   |
| 2015年 | 東京電視臺 國興衛視   | 美食不孤單 第五季 | 豆花店店員 | 客串   |
| 2015年 | LINE TV               | 同樂會            | 林雨喬     | 女主角 |
| 2016年 | 中視 中天娛樂台       | 美好年代          | 溫小光     | 女主角 |
| 2016年 | 台視 三立都會台       | 浮士德的微笑      | 雷芯語     | 女主角 |
| 2017年 | 三立都會台 東森綜合台 | 真情之家          | 空姐       | 客串   |
| 2019年 | Netflix               | 極道千金          | 倪安琪     | 女主角 |
| 2020年 | 優酷 Netflix myVideo  | 預支未來          | 楊念君     | 女主角 |
| 2021年 | 八大電視 ViuTV        | 超感應學園        | 方小路     | 女主角 |
| 2023年 | 三立都會台 華視       | 鬼之執行長        | 梁靜岑     | 女主角 |

### 電視電影
| 首播   | 頻道 | 劇名     | 角色      | 性質     |
| 2018年 | 公視 | 完美正義 | 女警Kelly | 特別演出 |

### 電影
| 首映   | 片名                             | 角色     | 性質           |
| 2017年 | 報告老師！怪怪怪怪物！           | 怪物     | 女主角         |
| 2018年 | 有五個姊姊的我就註定要單身了啊！ | 李亞玲   | 五大女主角之一 |
| 2019年 | 第九分局                         | 張如心   | 女主角         |
| 2021年 | 月老                             | 馬賊小妹 | 客串演出       |
| 2023年 | 我最愛的笨男人                   | 貝貝     | 女主角         |
| 2023年 | 老狐狸                           | 林珍珍   | 女配角         |
| 2024年 | 女兒的女兒                       | 范祖兒   | 女配角         |

### 音樂錄影帶
- 2015年 方大同〈聽〉[7]
- 2017年 經典特調第二季 劉奕兒〈夢醒時分〉
- 2021年 陳勢安〈我們都傷〉
- 2021年 劉奕兒〈遺忘的名字〉
- 2023年 劉奕兒 ft.張立昂〈突然想見你〉
- 2024年 林美秀〈騙我騙到死〉

### 短片
- 2012年 自由發揮 男人間的尊嚴[8]
- 2013年 聖鬥士星矢 廬山亢龍霸篇[9]
- 2014年 丟垃圾
- 2014年 泡麵

### 單曲
- 2017年 〈夢醒時分〉
- 2021年 〈遺忘的名字〉
- 2023年 〈突然想見你〉
- 2024年 〈你有多傻〉

### 電視節目
- 2021年 綜藝玩很大[10]

## 廣告代言
- 2015年肯德基柚香薄脆雞烤餅[11]
- 2015年肯德基 檸檬巧克力蛋撻[12]
- 2015-2016年KISS ME 花漾美姬瞬翹自然捲防水睫毛膏[13][14]
- 2016年歐夏蕾脆皮雪糕[15]
- 2016年Folli Follie耶誕節系列[16]
- 2017年歐夏蕾薄荷巧克力雪糕
- 2017年華為手機Y7、Nova 2i品牌代言人
- 2017年KISS ME 花漾美姬零阻力迷人深邃棕眼線液筆年度代言人 [17]
- 2018年歐夏蕾抹茶脆皮雪糕
- 2018年植萃566、香水髮膜系列代言人
- 2018年KISS ME 花漾美姬變妝圓舞曲轉轉睫毛膏年度代言人 [18]
- 2019年歐夏蕾柑橘脆皮雪糕
- 2019年566香水髮膜巴黎小香風代言人
- 2019年KISS ME 花漾美姬眼妝系列年度代言人
- 2019年Timberland秋冬系列

## 得獎記錄
- 2014年MOD微電影創作大賽  最佳女主角[19][20]

## 獎項紀錄
| 年份   | 頒獎典禮              | 獎項       | 作品           | 角色   | 結果 |
| ------ | --------------------- | ---------- | -------------- | ------ | ---- |
| 2023年 | 第60屆金馬獎          | 最佳女配角 | 《老狐狸》     | 林珍珍 | 提名 |
| 2024年 | 第5屆台灣影評人協會獎 | 最佳女演員 | 《老狐狸》     | 林珍珍 | 提名 |
| 2024年 | 第26屆台北電影獎      | 最佳女配角 | 《老狐狸》     | 林珍珍 | 提名 |
| 2024年 | 第61屆金馬獎          | 最佳女配角 | 《女兒的女兒》 | 范祖兒 | 提名 |

## 外部連結
- 劉奕兒的Facebook專頁
- 劉奕兒的Instagram帳戶
- 劉奕兒的新浪微博
- 劉奕兒在香港影庫上的簡介